# Nokomis, Illinois
Nokomis là một thành phố thuộc quận Montgomery, tiểu bang Illinois, Hoa Kỳ. Năm 2010, dân số của thành phố này là 2256 người.

## Dân số
Dân số qua các năm:
- Năm 2000: 2389 người.
- Năm 2010: 2256 người.